# Кълчища

Кълчища се нарича грубо влакно от конопените стъбла (гръстата), чрез накисване на (конопените стъбла) в течаща вода, което отнема около 2 седмици. За по-нататъшно използване кълчищата се подлагат на допълнителна обработка, продължаваща до 3 години. 
Конопените влакна са особено издръжливи и устойчиви на солена вода (не се износват при контакт с морска сол), поради което имат голямо приложение в мореплаването (въжета, корабни платна). Най-добрият материал, използван с тази цел в Англия, е направен от коноп, отглеждан в Южна Русия. Друго приложение, което имат във връзка с тяхната здравина и устойчивостта си на влиянието на водата са като уплътнение за водопроводи и за изработка на дрехи (включително и на бойни доспехи).